# Zbrodnia w Sokołówce (Wołyń)
Zbrodnia w Sokołówce – zbrodnia dokonana przez bojówki Ukraińskiej Powstańczej Armii oraz ludność ukraińską na około 200 polskich mieszkańcach kolonii Sokołówka, położonej w powiecie włodzimierskim województwa wołyńskiego, podczas rzezi wołyńskiej. 
Sokołówka licząca 48 gospodarstw, pomimo posiadania gwarancji bezpieczeństwa ze strony UPA, została zaatakowana przez upowców ze wsi Krać oraz ludność ukraińską z sąsiednich wsi. Atak nastąpił rano 29 sierpnia 1943 roku. Zamordowano około 200 osób.
Napad na Sokołówkę był częścią większej akcji UPA na zachodzie Wołynia. Tego samego dnia wymordowano inne pobliskie miejscowości polskie.

## Literatura
- Grzegorz Motyka: Ukraińska partyzantka 1942–1960: działalność Organizacji Ukraińskich Nacjonalistów i Ukraińskiej Powstańczej Armii. Warszawa: Instytut Studiów Politycznych PAN: RYTM, 2006. ISBN 83-88490-58-3, ISBN 83-7399-163-8 (Rytm), ISBN 978-83-88490-58-3. Brak numerów stron w książce
- Władysław Siemaszko, Ewa Siemaszko, Ludobójstwo dokonane przez nacjonalistów ukraińskich na ludności polskiej Wołynia 1939–1945, Warszawa: „von borowiecky”, 2000, ISBN 83-87689-34-3, OCLC 749680885.